# Поска-Грюнталь, Вера
Ве́ра По́ска-Грю́нталь (эст. Vera Poska-Grüntal, также эст. Veera Poska-Grünthal, 25 марта 1898, Таллин — 29 января 1986, Стокгольм) — эстонский правовед, юрист и журналистка; лидер эстонского феминизма.

## Биография
Родилась 25 марта 1898 года в Ревеле в семье присяжного поверенного Яана Поски.  В семье было девять детей: шесть девочек и три мальчика, Вера родилась второй. Окончила Таллинскую гимназию. В 1915 году начала изучать правоведение в Петрограде, затем в Воронеже. В 1917 году вступила в Общество эстонских студентов «Пыхьяла» (EÜS Põhjala). После замужества переехала в Курессааре, в 1920 году — в Тарту. Учёбу, прерванную войной и революцией, продолжила в Тартуском университете. Окончила юридический факультет в 1925 году, будучи матерью четверых детей. Затем работала юристом в Таллинском городском юридическом бюро, в 1929–1935 годах осуществляла юридическую помощь в Тарту по вопросам брака и разводов.   В 1939 году получила степень магистра юриспруденции (тема дипломной работы: охрана труда несовершеннолетних).
В 1944 году, во время наступления Красной армии, вместе с семьёй эмигрировала в Швецию. Её муж, Тимофей Грюнталь, получил государственную стипендию Стокгольмского университета. В 1955 году, после смерти мужа, Вера Поска-Грюнталь  переехала в Канаду, куда весной 1951 года уехала её дочь Констанция вместе с мужем Кальо Пиллом (Kaljo Pill) и сыновьями Юри и Яаном.
До выхода на пенсию была архивным работником. Умерла 29 января 1986 года в Стокгольме. Личный архив Веры Поска-Грюнталь в 12 томах хранится в Национальном архиве Швеции.

## Деятельность
Лидер эстонского феминизма. Участвовала в работе Первого конгресса по социальной работе в Париже в 1928 году. Одна из основательниц Международной федерации женщин-юристов — международной неправительственной организации, которая улучшает положение женщин и детей, предоставляя юридическую помощь, юридическую литературу и образовательные программы, а также посредством защиты, правовых реформ, исследований и публикаций. По её инициативе в 1931 году в Эстонии были основаны Ассоциация дома и школы (эст. Ühing Kodu ja Kool), Тартуское общество сороптимистов (эст. Tartu Soroptimistide Ühing), в 1939 году — Тартуское общество охраны материнства (эст. Tartu Emadekaiste Ühing) и Приют для бездомных матерей (эст. Emadekodu).
В 1934 году вместе с другими женщинами-юристами представила законопроект о реформе семейного права в Эстонии. С 1936 по 1938 год приглашалась на конгрессы Международной федерации женщин с университетским образованием. С марта 1939 года по февраль 1940 года как стипендиатка работала в Парижском университете. Её диссертация о защите несовершеннолетних была завершена в 1941 году, но осталась незащищённой.
В 1952 году основала в Швеции журнал на эстонском языке «Triinu» и до 1981 года была его редактором. После её переезда в Канаду этот журнал стал органом Эстонского женского общества в Торонто (в изгнании) (эст. Toronto Eesti Naisselts (eksiilis)).

## Награды
- 1940 — Орден Эстонского Красного Креста IV класса[3].

## Семья
- Отец — Иван Иванович Поска (Jaan Poska, 1866—1920), эстонский юрист и государственный деятель.
- Мать — Констанция-Эрнестина Экстрём (Constance Ernestina Poska (Ekström), 1874—1923).
- Муж — Тимофей Иванович Грюнталь[эст.] (Timotheus Grünthal, 1893—1955) — юрист,  судья.
- Дочь — Констанция Грюнталь[эст.], по первому мужу Пилл (Pill), во втором браке — Кентс (Tanni Kents, 1920—2005) — юрист и общественный деятель эстонского зарубежья; в 1985–1995 годах редактор журнала «Triinu».
- Сын — Ивар Грюнталь[эст.] (1924—1996) — писатель, врач и политик.
- Дочь — Светлана Грюнталь (1922—1926).
- Дочь — Вера Грюнталь (Veera Gleason, 1925—2018).
- Сын — Тимофеус Грюнталь (1930—2008) — юрист.
- Сестра — Ксения Поска (Ksenia Poska, 1896—1964) — врач.
- Сестра — Татьяна Поска-Лааман (1900—1988), доктор журналистики, выпускница Сорбонского университета, председатель Союза матерей Эстонии.
- Брат — Яан Поска (1902—1941, Кировская область, СССР).
- Сестра — Анна Поска-Лойсон (Anna Loison (Poska), 1905—1986) — переводчица.
- Брат — Юри Поска[эст.] (1919—1974) — юрист и православный священник.
- Зять — Эдуард Лааман (1888—1941, Кировская область, СССР) — эстонский общественный и политический деятель[1].